# Tétrasyllabe
 (mars 2025).
Dans les métriques syllabiques, un tétrasyllabe ou vers tétrasyllabique est un vers de quatre syllabes.

## Usage
Le tétrasyllabe (en grec, tettares = « quatre ») est le vers de quatre syllabes.
Le théâtre ancien découpe parfois un octosyllabe en deux tétrasyllabes, dont le deuxième rime avec l'octosyllabe de la ligne suivante. C'est qu'à l'origine l'octosyllabe était la réunion en un seul de deux vers tétrasyllabes chacun.

Le tétrasyllabe apparaît dans les strophes hétérométriques des trouvères, avant d'être utilisé par La Fontaine dans ses Contes puis, au XIXe siècle, par Hugo, Richepin ou Verlaine. Par exemple :
Dans l'herbe noire,

Les Kobolds vont.

Le vent profond

Pleure, on veut croire.
— Paul Verlaine
Au milieu du XIVe siècle, Guilhem Molinier cite un poème en vers tétrasyllabiques dans les Leys d'Amors, mais ce vers n'est pourtant guère employé que mêlé à des vers plus longs et souvent en clausule.
Le tétrasyllabe peut aussi servir dans une décomposition en plusieurs vers de l'alexandrin.
Le plus souvent, il est utilisé en hétérométrie. Dans la complainte de Rutebeuf, il accompagne par exemple des octosyllabes :
– Que sont mi ami devenu

que j'avoie si près tenu

et tant amé ?

Je cuit qu'il sont trop cler semé ;

il ne furent pas bien femé,

si sont failli.

[...]
— Rutebeuf
Chez Jean de La Fontaine :
Quand la Perdrix

Voit ses petits

En danger, et n’ayant qu’une plume nouvelle,

[...]
— Jean de La Fontaine, Fables, IX, « Discours à Madame de La Sablière »
Dans Contrerimes de Paul-Jean Toulet, des tétrasyllabes alternent avec des hexasyllabes :
Tout ainsi que ces pommes

De pourpre et d'or

Qui mûrissent aux bords

Où fut Sodome ;

Comme ces fruits encore

Que Tantalus,

Dans les sombres palus,

Crache, et dévore ;

Mon cœur, si doux à prendre

Entre tes mains,

Ouvre-le, ce n'est rien

Qu'un peu de cendre.
— Paul-Jean Toulet, Contrerimes
À l'instar de tous les vers courts, il est également employé en contrepoint dans le vers libre. Par exemple chez Pierre Reverdy :
Pourquoi s'étendre si longtemps dans les plumes de la lumière

Pourquoi s'éteindre lentement dans l'épaisseur froide de la carrière

Pourquoi courir

Pourquoi pleurer

Pourquoi tendre sa chair sensible et hésitante

À la torture de l'orage avorté
— Pierre Reverdy, Ferraille

Son usage en isométrie est plus beaucoup plus rare. Il est cependant utilisé ainsi par Victor Hugo dans la troisième strophe de son poème Les Djinns, par exemple, :
La voix plus haute

Semble un grelot.

D'un nain qui saute

C'est le galop.

Il fuit, s'élance,

Puis en cadence

Sur un pied danse

Au bout d'un flot.
— Victor Hugo, Les Djinns
Ainsi que dans l'antépénultième strophe du même poème :
D'étranges syllabes

Nous viennent encor ;

Ainsi, des arabes

Quand sonne le cor,

Un chant sur la grève

Par instants s'élève,

Et l'enfant qui rêve

Fait des rêves d'or.
— Victor Hugo, Les Djinns
Rimbaud l'utilise également, par exemple dans la parodique « Fête galante » de l'Album zutique, qu'il dédie à Verlaine :
Rêveur, Scapin

Gratte un lapin

Sous sa capote.

Colombina,

– Que l'on pina ! –

– Do, mi, – tapote

L'œil du lapin

Qui tôt, tapin,

Est en ribote...
— Arthur Rimbaud, Album zutique, « Fête galante »
Autre exemple, chez Verlaine :
La lune blanche

Luit dans les bois ;

De chaque branche

Part une voix

Sous la ramée...

Ô bien-aimée.

L'étang reflète,

Profond miroir,

La silhouette

Du saule noir

Où le vent pleure...

Rêvons, c'est l'heure.

Un vaste et tendre

Apaisement

Semble descendre

Du firmament

Que l'astre irise...

C'est l'heure exquise.
— Paul Verlaine, La Bonne Chanson, La lune blanche